# Michael Pataki
Michael Pataki est un acteur, producteur et réalisateur américain, né le 16 janvier 1938 à Youngstown, dans l'Ohio (États-Unis), et mort le 15 avril 2010 à North Hollywood en Californie (États-Unis).

## Filmographie

### Acteur

#### Cinéma
- 1958 : Le Bal des maudits (The Young Lions) : Pvt. Hagstrom
- 1958 : 10, rue Frederick (Ten North Frederick) : Un homme
- 1969 : Easy Rider : Mime #4
- 1969 : The Sidehackers : J.C.
- 1970 : Dream No Evil : Rev. Jesse Bundy
- 1971 : The Return of Count Yorga (en) : Joe
- 1971 : Le Mystère Andromède (The Andromeda Strain) : Operator of 'The Hands'
- 1972 : Brute Corps : MacFarlane
- 1972 : The Dirt Gang (en) : Snake
- 1973 : The Black Bunch : Mr. Heinke
- 1973 : The Baby : Dennis
- 1973 : Sweet Jesus Preacher Man (en) : sénateur Sills
- 1973 : Little Cigars (en) : le mécanicien du garage
- 1973 : Last Foxtrot in Burbank (en) : Paul
- 1974 : The Bat People : sergent Ward
- 1973 : Heterosexualis : Virgil
- 1974 : Les Enfants de Frankenstein (Grave of the Vampire) : Caleb Croft
- 1974 : The Last Porno Flick (en) : Ziggy
- 1975 : Delinquent School Girls : Carl C. Clooney
- 1976 : All-American Hustler : le petit ami de Carol
- 1976 : Pink Angels (en) : Biker
- 1977 : Les Naufragés du 747 (Airport '77) : Wilson
- 1978 : Zoltan, le chien sanglant de Dracula (en) (Dracula's Dog) : Michael Drake/Le Comte Dracula
- 1979 : Le Vampire de ces dames (Love at First Bite) : Mobster
- 1979 : Tueurs de flics (The Onion Field) : Dist. Atty. Dino Fulgoni
- 1979 : Gant d'acier (The Glove) : Harry Iverson
- 1979 : The Last Word : Dobbs
- 1980 : La Guerre des abîmes (Raise the Titanic) de Jerry Jameson : Munk
- 1981 : Graduation Day : Principal Guglione
- 1981 : Réincarnations (Dead & Buried) : Sam
- 1983 : One More Chance (en) : Sam
- 1983 : {Sweet Sixteen de Jim Sotos (en) : George Martin
- 1985 : Remo sans arme et dangereux (Remo Williams: The Adventure Begins) : Jim Wilson
- 1985 : Rocky 4 : Nicoli Koloff
- 1986 : American Anthem : Coach Soranhoff
- 1987 : The Under Achievers (en) : Murphy
- 1987 : Death House : Franco Moretti
- 1988 : Halloween 4 : Le Retour de Michael Myers (Halloween 4: The Return of Michael Myers) : Dr Hoffman
- 1990 : Hollywood Hot Tubs 2: Educating Crystal : professeur Drewton
- 2003 : Edge of Nowhere : shérif
- 2003 : The Looking Glass : Frank
- 2003 : Behind the Mask : le narrateur
- 2010 : Trim : Dimitri

#### Télévision

##### Séries télévisées
- 1958 : M Squad : Sid Davie
- 1959 : Letter to Loretta (en) : Stanley Cutler
- 1960 : Not for Hire : Willie
- 1960 : Intrigues à Hawaï (Hawaiian Eye) : Bobo
- 1961 : Les Hommes volants (Ripcord) : Joe Bartram
- 1961 : La Quatrième Dimension (The Twilight Zone) : le conducteur de jeep
- 1962 : Saints and Sinners (en) : Un sergent
- 1963 : Combat ! (Combat!) : un GI à la radio
- 1964 : Rawhide : Anselmo
- 1965 : Mon Martien favori (My Favorite Martian) : Johnny
- 1965 : Voyage au fond des mers (Voyage to the Bottom of the Sea) : un officier
- 1965 : Ben Casey : Dr Cellini
- 1966 : Batman : Amenophis Tewfik
- 1967 : Brigade criminelle (Felony Squad) : Andy
- 1967 : Match contre la vie (Run for Your Life) : Dr Alex Rothman
- 1967 : Mission impossible : Ed
- 1967 : Mr. Terrific (en) : André
- 1967 : Commando Garrison (Garriosn's Gorillas) : Robbie
- 1967 : Dundee and the Culhane (en) : Charlie Hughes
- 1967 : Star Trek (série TV) - Saison 2 épisode 15, épisode  Tribulations (The Trouble with Tribbles) de Joseph Pevney : Korax
- 1967-1970 : La Sœur volante (The Flying Nun) : Roberto
- 1968 : Mannix : Lang
- 1971 : Dan August : Eddie Downs
- 1972 : Sam Cade (Cade's County) : Ward Cramer
- 1972 : Bonanza : Nicholas Kosovo
- 1972 : Le Sixième Sens (The Sixth Sense) : Sheriff Grayson
- 1972 : Columbo : Sam
- 1972 : The Rookies : Boone
- 1972 : Cannon : Orville Britton
- 1973 : Search : Pierre Karim
- 1973 : Shaft : Sonny Bruckner
- 1973 et 1977 : All in the Family : dét. Sgt. Tony Roselli / Lichtenrauch
- 1974 : Kung Fu : Buskirk
- 1974 - 1975 : Paul Sand in Friends and Lovers : Charlie Dreyfuss
- 1974 et 1976 : Un shérif à New York (McCloud) : officier Rizzo
- 1975 : L'Homme invisible (The Invisible Man) : Tandi
- 1975 : Get Christie Love! (en) : Pete Gallagher
- 1976 : Ellery Queen, à plume et à sang (Ellery Queen) : Al Russo
- 1976 : Baretta : Mousso
- 1976 : Good Heavens (en) : Ray Sherwood
- 1976 : Happy Days : comte Mallachi
- 1977 : The Hardy Boys/Nancy Drew Mysteries : député Foley
- 1977-1978 : L'homme-araignée (The Amazing Spider-Man) : Capt. Barbera
- 1977 et 1979 : La Petite Maison dans la prairie (The Little House on the Prairie) : Stanley Novack / Jeremy Quinn
- 1978 : Barney Miller : Marvin Lindsay
- 1978 : Alice : Ted
- 1979 : The White Shadow (en) : Rabbi
- 1979 : Sloane, agent spécial (A Man Called Sloane) : Worthington Pendergast
- 1980 : Beyond Westworld : Ortiz Aldo
- 1980 : B.J. and the Bear : Rizzo
- 1980 : Drôles de dames (Charlie's Angels) : Dr Sousa
- 1980 : Phyl & Mikhy : Vladimir Gimenko
- 1980 et 1982 : WKRP in Cincinnati : Ivan Popasonaviski / détective Alcorn
- 1981 : L'Homme à l'orchidée (Nero Wolfe) : Burt Tracten
- 1982 : Le Grand Frère (Father Murphy) : Ned Adams
- 1982 : Au fil des jours (One Day at a Time) : Mr. Kolinski
- 1982 : Hooker (T.J. Hooker) : Nick Vitale
- 1982 : Maggie (en) : Roy
- 1982, 1983 et 1984 : L'Homme qui tombe à pic (The Fall Guy) : Sid Dean / Braden
- 1983 : Laverne and Shirley (Laverne & Shirley) : Mr. Dressner
- 1983 : The Jeffersons : Mr. Carlisle
- 1983 : Automan : un joueur dans la piscine
- 1983 et 1987 : Cagney et Lacey (Cagney & Lacey) : Joe / détective Strego
- 1985 et 1986 : Les deux font la paire (Scarecrow and Mrs King) (série TV) : Serdeych / Dursak
- 1987 : Heart of the City (en) : Podell
- 1987 : Supercopter (Airwolf) : Dr Hassler
- 1987-1988 : Mighty Mouse: The New Adventures : La vache (voix)
- 1988 : Star Trek : La Nouvelle Génération (Star Trek: The Nex Generation) : Karnas
- 1992 : Batman (Batman: The Animated Series) : Sewer King (voix)
- 1992, 1993 et 1994 : Ren et Stimpy (The Ren and Stimpy Show) : George Liquor (voix)
- 1996 et 1997 : Le Laboratoire de Dexter (Dexter's Laboratory) : Coach / Warden
- 2003 : Ren & Stimpy "Adult Party Cartoon" : George Liquor (voix)
- 2007 : Jimmy délire (Out of Jimmy's Head) : Hoots Burly

##### Téléfilms
- 1963 : Rockabye the Infantry de Don Taylor : Sergent Webb
- 1971 : They Call It Murder (en) de Walter Grauman : Pete Cardiff
- 1972 : A Man for Hanging de Joe Mazzuca : Fred
- 1976 : L'Appel de la forêt (The Call of the Wild) de Jerry Jameson : un étranger
- 1977 : Benny and Barney: Las Vegas Undercover de Ron Satlof : sergent Ross
- 1977 : The Chopped Liver Brothers de Hugh Wilson : Kelso
- 1978 : Superdome (en) de Jerry Jameson : Tony Sicota
- 1978 : Suspect d'office (When Every Day Was the Fourth of July) de Dan Curtis : Robert Najarian
- 1978 : Le Pirate (en) (The Pirate) de Ken Annakin : Général Eshnev
- 1979 : Samurai de Lee H. Katzin : Peter Lacey
- 1979 : Survival of Dana (en) de Jack Starrett : Arnold
- 1979 : Marciano de Bernard L. Kowalski : Squeek Squalis
- 1979 : Disaster on the Coastliner (en) de Richard C. Sarafian : Tate
- 1980 : Terreur à Hadleyville (High Noon, Part II: The Return of Will Kane) de Jerry Jameson : Darold
- 1982 : Le Trésor d'Al Capone (Terror at Alcatraz) de Sidney Hayers : Cabbie
- 1983 : Cowboy de Jerry Jameson : shérif Grover
- 1984 : R.S.V.P. de Lem Amero : Rex
- 1984 : The Cowboy and the Ballerina de Jerry Jameson : Valéry
- 1999 : Boo Boo Runs Wild (en) de John Kricfalusi : le chef (voix)

### Réalisateur
- 1976 : Mansion of the Doomed (en)
- 1977 : The Hardy Boys/Nancy Drew Mysteries (série TV)
- 1977 : Cinderella

### Producteur
- 1981 : Pippin: His Life and Times (téléfilm) de David Sheehan
- 2003 : The Looking Glass de Richard Lowry